# Luis Vallejos Santoni
Luis Vallejos Santoni (ur. 31 stycznia 1917 w Callao, zm. 8 czerwca 1982) – peruwiański duchowny rzymskokatolicki, biskup Callao i arcybiskup Cuzco.

## Biografia
21 grudnia 1957 otrzymał święcenia prezbiteriatu i został kapłanem diecezji Callao.
20 września 1971 papież Paweł VI mianował go biskupem Callao. 21 listopada 1971 w Callao przyjął sakrę biskupią z rąk arcybiskupa limskiego kard. Juana Landázuriego Rickettsa OFM. Współkonsekratorami byli arcybiskup Huancayo Eduardo Picher Peña oraz biskup Huacho Lorenzo León Alvarado OdeM.
14 stycznia 1975 ten sam papież przeniósł go na urząd arcybiskupa Cuzco. Ingres odbył w marcu 1975. Stanowisko to pełnił do śmierci 8 czerwca 1982.